# Ho, Ghana
Ho är en stad i Ghana och är administrativ huvudort för Voltaregionen. Den är även huvudort för distriktet Ho, och folkmängden uppgick till 104 532 invånare vid folkräkningen 2010.